# Озеро (Кировская область)
Озеро — деревня в Ахмановском сельском поселении Пижанского района Кировской области.

## География
Рядом с деревней расположено знаменитое Ахмановское озеро.
Расположена на реке Пижанка.
Дорога в деревню Ахманово 2 км (из них 1 грунтовой).

## Инфраструктура
Есть телефонная будка.

## История
Когда-то находилось поместье П. Залесского, ныне остался только сад. Однажды он проиграл семью Черепановых в карты, их потомки приезжали навестить своих родственников; это событие было писано в районной газете «Сельские вести».
В списке населённых мест Вятской губернии, отнесена к 2-му стану, Яранского уезда, как сельцо Озерское, население — 156 человек, 80 м, 76 ж., 20 дворов).

## Население
| 2010 |
| ---- |
| 3    |

Большинство населения — пенсионеры.